# 陳深

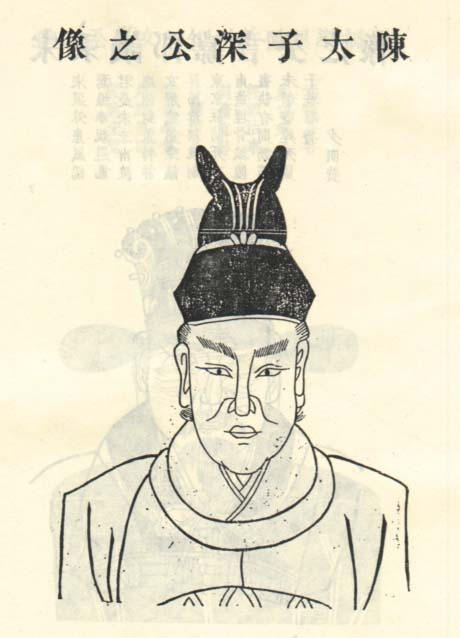
陳深

陳 深（ちん しん、生没年不詳）は、南朝陳の皇太子。後主陳叔宝の四男。字は承源。

## 経歴
陳叔宝と張麗華のあいだの子として生まれた。幼くして聡明で、喜怒の感情を見せず、後主に特に愛された。至徳元年（583年）1月、始安王に封じられた。後に軍師将軍・揚州刺史に任じられ、佐史を置いた。禎明2年（588年）6月、皇太子陳胤が廃位されると、陳深が代わって皇太子に立てられた。禎明3年（589年）、隋軍が長江を渡り、陳の六軍は敗北した。隋将の韓擒虎が南掖門から建康の台城に入ると、陳の官僚たちはめいめい逃げ散ったが、わずか十数歳の陳深は舎人の孔伯魚とともに宮殿の門を閉ざして座り込んだ。隋軍が宮殿の門を開けて進入すると、陳深は隋兵の労苦をねぎらってみせたため、軍人たちは感心してかれに敬意をはらった。
陳が滅亡した後、陳深は関中に入った。隋の大業年間に枹罕郡太守となった。

## 伝記資料
- 『陳書』巻28 列伝第22
- 『南史』巻65 列伝第55